# 2492 Кутузов
2492 Кутузов (2492 Kutuzov) — астероїд головного поясу, відкритий 14 липня 1977 року.
Тіссеранів параметр щодо Юпітера — 3,182.